# Mandžuli

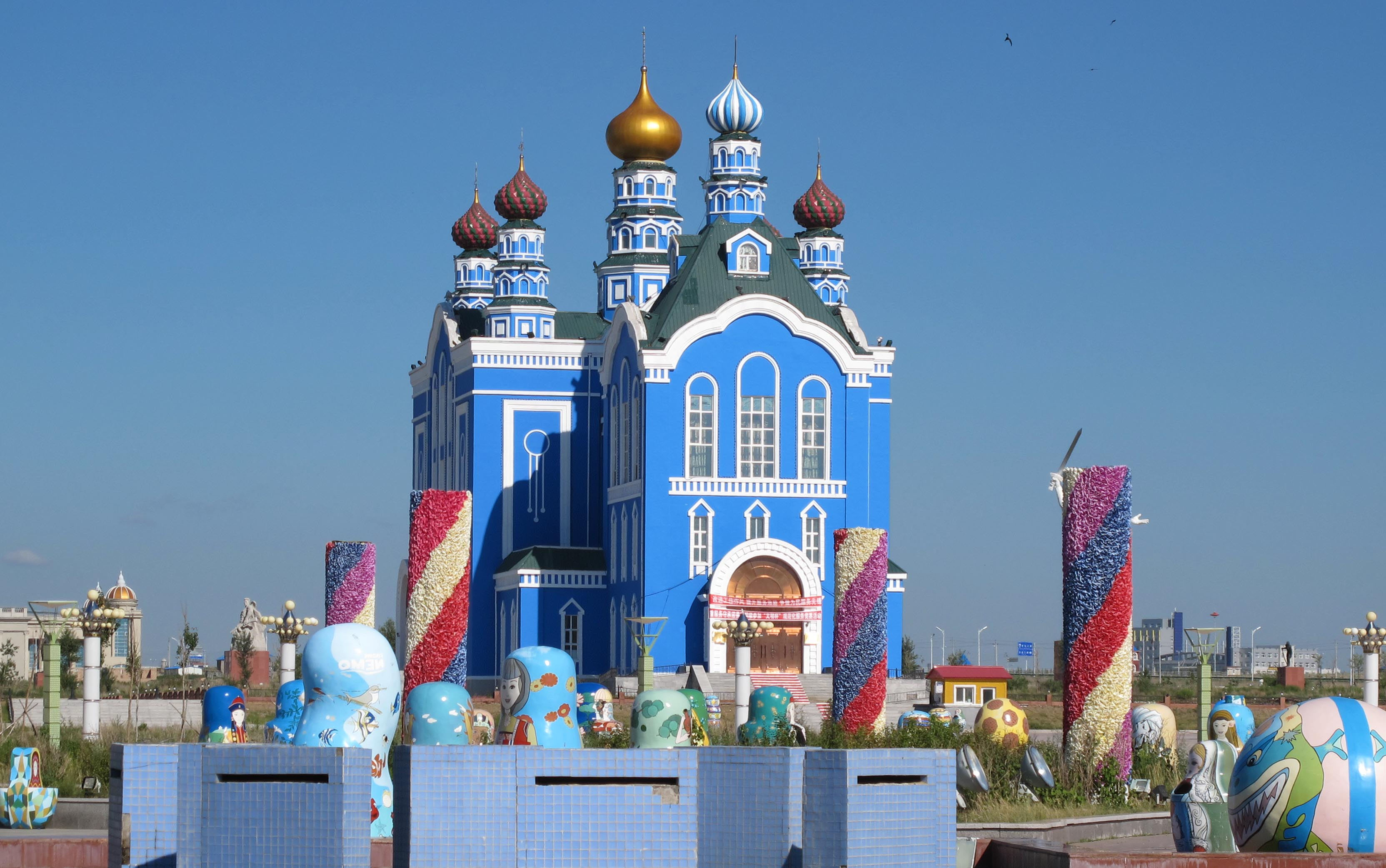
Pravoslavný chrám na matrjoškovém náměstí

Mandžuli je podprefekturní město ve na úrovni městské prefektury Hulun, autonomní oblast Vnitřní Mongolsko, Čína. Nachází se na hranici s Ruskem a je hlavním pozemním vstupním přístavem do Číny. Má rozlohu 696,3 kilometrů čtverečních a počet obyvatel téměř 250 000 (v roce 2010).

## Historie
Během úpadku poslední dynastie Číny přinutila Ruská říše představitele Říše Čching (1644–1912) postoupit Vnější Mandžusko v roce 1858 smlouvou z Aigunu. Tato smlouva učinila z řeky Arguň, která v této oblasti pramení, hranici mezi Čínou a Ruskem.
V roce 1901 byla dokončena železnice China Far East Railway v souladu s čínsko-ruskou tajnou smlouvou z roku 1896, která spojovala Sibiř, Mandžusko / severovýchodní Čínu a ruský Dálný východ. Kolem nádraží Mandžuria se pak vytvořila osada, která byla pro Rusy první zastávkou v Mandžusku. Byl to začátek moderního města Mandžuli, název pochází z ruského Манжули (Manžuli).

## Obyvatelstvo
Ve městě se nachází ve 21. století početná ruská komunita.

## Ekonomika
Mandžuli je nejrušnějším pozemním vstupním přístavem v Číně a odpovídá za 60 % veškerého dovozu a vývozu do východní Evropy

## Partnerská města
- Krasnokamensk
- Ulan-Ude
- Čita

## Osobnosti spjaté s městem
- Svatý Jonáš z Chan-kchou